# Carlos Nascimento
Carlos Manuel Sampaio Nascimento (* 12. Oktober 1994 in Matosinhos) ist ein portugiesischer Sprinter, der sich auf den 100-Meter-Lauf spezialisiert hat.

## Sportliche Laufbahn
Erste internationale Erfahrungen sammelte Carlos Nascimento bei den 2010 erstmals ausgetragenen Olympischen Jugendspielen in Singapur, bei denen er über 100 Meter in 10,79 s das B-Finale gewinnen konnte. Im Jahr darauf nahm er an den Jugendweltmeisterschaften nahe Lille teil und schied dort mit 10,98 s in der ersten Runde aus und ging im 200-Meter-Lauf nicht an den Start. 2012 belegte er bei den Juniorenweltmeisterschaften in Barcelona in 10,41 s den siebten Platz und schied mit der portugiesischen 4-mal-100-Meter-Staffel mit 21,38 s in der Vorrunde aus. Bei den Junioreneuropameisterschaften 2013 in Rieti schied er mit 10,82 s im Halbfinale aus und wurde mit der Staffel in 40,94 s Achter. 2015 erreichte er bei den U23-Europameisterschaften in Tallinn in 10,58 s den achten Platz und wurde mit der Staffel im Vorlauf disqualifiziert.
2016 nahm er im 60-Meter-Lauf an den Hallenweltmeisterschaften in Portland teil und schied dort mit 6,71 s in der Vorrunde aus. Daraufhin gelangte er bei den Ibero-Amerikanischen Meisterschaften in Rio de Janeiro über 100 Meter bis in das Halbfinale, in dem er mit 10,52 s ausschied und mit der Staffel im Vorlauf disqualifiziert wurde. Auch bei den Europameisterschaften gelangte er im Einzelbewerb sowie mit der Staffel nicht in das Finale und schied mit 10,54 s bzw. 39,51 s in der ersten Runde aus. Zwei Jahre später erreichte er bei den Europameisterschaften in Berlin das Halbfinale, in dem er mit 10,31 s ausschied, während er mit der Staffel in 39,07 s den siebten Platz belegte. Bei den Halleneuropameisterschaften 2019 in Glasgow schied er im 60-Meter-Lauf mit 6,71 s im Halbfinale aus und siegte anschließend bei den Europaspielen in Minsk in 10,26 s. Im Juli gelangte er bei der Sommer-Universiade in Neapel bis in das Finale, ging dort aber nicht mehr an den Start. 2021 gelangte er bei den Halleneuropameisterschaften in Toruń bis ins Finale über 60 Meter und belegte dort in 6,65 s den fünften Platz. Ende Juli nahm er an den Olympischen Sommerspielen in Tokio teil und schied dort mit 10,37 s in der ersten Runde aus.
2022 erreichte er bei den Hallenweltmeisterschaften in Belgrad das Halbfinale über 60 Meter und schied dort mit 6,65 s aus. Auch bei den Ibero-Amerikanischen Meisterschaften im Mai in La Nucia kam er mit 10,65 s nicht über die Vorrunde über 100 Meter hinaus und kam mit der 4-mal-100-Meter-Staffel nicht ins Ziel. Im August erreichte er bei den Europameisterschaften in München das Halbfinale über 100 Meter und schied dort mit 10,40 s aus. Im Jahr darauf schied er bei den Halleneuropameisterschaften in Istanbul mit 6,71 s im Semifinale über 60 Meter aus. Im Juni wurde er bei der 1. Liga der Team-Europameisterschaft im Rahmen der Europaspiele in Chorzów in 10,38 s Vierter im B-Lauf über 100 Meter und wurde mit der 4-mal-100-Meter-Staffel in 39,74 s Sechster. 2024 schied er bei den Europameisterschaften in Rom mit 10,43 s im Halbfinale über 100 Meter aus und kam mit der Staffel mit 39,26 s nicht über den Vorlauf hinaus. Im Jahr darauf belegte er bei den Halleneuropameisterschaften in Apeldoorn in 6,62 s den siebten Platz über 60 Meter.
In den Jahren 2012 und 2018 sowie 2021 und 2022 wurde Nascimento portugiesischer Meister im 100-Meter-Lauf. In der Halle sicherte er sich 2016 und 2017 sowie von 2021 bis 2025 die Titel über 60 Meter sowie 2015 und 2017 auch über 200 Meter.

## Persönliche Bestzeiten
- 100 Meter: 10,13 s (+1,0 m/s), 20. Juni 2018 in Braga
  - 60 Meter (Halle): 6,61 s, 8. März 2025 in Apeldoorn
- 200 Meter: 21,05 s (+0,7 m/s), 22. Juli 2018 in Braga
  - 200 Meter (Halle): 21,25 s, 18. Februar 2018 in Pombal